# Île Avikam
L’île Avikam (parfois surnommée île SICOR) est une île se trouvant dans la lagune Tagba en Côte d'Ivoire. 
L'île compte 12 villages, dont Likpilassié, Groguida V1, Badadon. 
L'île est la plus grande zone de production de manioc et première dans la production de l’attiéké dans le département. 
Elle est réputée être la plus grande île d'Afrique de l'Ouest après le Cap-Vert, et une des plus grandes îles d'Afrique. 

## Conflit opposant la SICOR aux communautés rurales Avikam
Vers 1966, 5 000 hectares de terre dans l'île appartenant à des communautés rurales Avikam ont été concédées par l’État ivoirien à l’ex-société d’État SODEPALM (Société de Développement de Palmier à huile) pour trente ans. Au terme de cette concession, ces mêmes terres ont été attribuées en 1996 à la Société ivoirienne de coco rapé (Sicor) alors que les gestionnaires coutumiers ne reconnaissent à l’État qu'un droit d’usage sur leur patrimoine foncier, mais pas un droit de propriété. 
À la suite des tensions avec les communautés locales (qui considéraient que cette terre n'échappait pas aux droits fonciers coutumiers), en 2016, cette concession est réorganisée : l’État ivoirien confirme 2500 hectares à la SICOR qui reprend ses activités ; 1500 hectares sont utilisés pour relocaliser treize villages de Grand-Lahou menacés par l’avancée de la mer liée à l’érosion côtière  ; et 930 hectares sont rétrocédés par la SICOR à l’État ivoirien pour être exploités par les villages voisins.